# Partia Robotników
Partia Robotników (arab. حزب العمال, Hizb al-Ummal; fr. Parti des Travailleurs) – algierska trockistowska partia założona w 1990 roku.

## Historia
Partia powstała po reformach konstytucyjnych w 1990 roku, kiedy wprowadzono demokratyczny, wielopartyjny system polityczny. Partia od samych początków istnienia jest ściśle powiązana z francuską Partią Robotniczą. Ugrupowanie stawia sobie za cel promocję ruchu związkowego i idei egalitaryzmu.
Louisa Hanoune (liderka partii) była pierwszą w historii kobietą w świecie arabskim startującą w wyborach na urząd prezydenta (w 2004).
Partii Robotnicza otrzymała 3,3 procent głosów i 21 mandatów parlamentarnych w wyniku wyborów parlamentarnych w 2002 roku. W 2004 roku Louisa Hanoune była pierwszą kobietą w Algierii, startującą na urząd prezydenta kraju. Otrzymała 101 630 głosów (1%).
Po wyborach w 2007 roku ugrupowanie było największą partią opozycyjną, zdobywając 5,08% głosów i 26 mandatów z 389. Frekwencja wyniosła tylko 35%.
W wyborach regionalnych i miejskich w 2007, zdobył w wyborach ponad 1000 miejsc i 6,5% głosów.
W 2009 roku Louis Hanoune ponownie wzięła udział w wyborach na urząd prezydenta, tym razem zajęła drugie miejsce i 4,22% (604 258 głosów).